# アークテリクス
座標: 北緯49度18分17秒 西経123度00分50秒 / 北緯49.304608度 西経123.01397度
アークテリクス（Arc'teryx ）は、衣料品、アウトドア用品を手がけるメーカー。1989年に、カナダ ブリティッシュコロンビア州ノースバンクーバーで設立された。アークテリクスという社名は、最古の鳥類として知られる始祖鳥の学名（Archaeopteryx）にちなんでいる。ロゴは、発見された化石の中で最も状態の良いベルリン標本をもとにデザインされている。

## 沿革
創業者であるクライマーのDave LaneとJeremy Guardは、クライミングハーネスを作るため前身となるRock Solid社を1989年に設立。同社の最も人気のある製品となる熱ラミネート加工の技術を用いてフィット性を向上させたVaporハーネスを販売した。創業から2年目で移転や増員を経て、同様の技術を用いたBora backpackを発売した。
1996年にはWLゴア&アソシエイツ社からライセンスを取得し、ゴアテックスをアウトドア用のアパレルに利用した。同社のアパレルで売れているTheta ARとGamma MX jacketsがその製品ラインアップに含まれる。
より大規模な製造工場を必要とした同社は、1999年にバーナビーに本社を移転した。2005年にはバラード入り江を渡る形で、本社を再びノースバンクーバーに移転した。

## 製品
ロッククライミング、スキー、スノーボード、トレッキング、ハイキングに関連したアパレル、ギアを商品主力としている。
「地球上にある最高のマテリアル、最高の技術、そして革新的なデザインで商品を作り上げること」をコンセプトにしており、機能性に加えデザイン性でも評価されており、長年にわたり雑誌から数々の賞を受けている。
特に有名な商品では『アロー22』（ARRO22）というバックパックが1999年の発売以来ロングセラーになっており、ビームスやオッシュマンズから別注モデルが発売されるなど日本でも高い人気を持つ。

## アークテリクス リーフ
軍隊及び法執行機関向けブランドとしてアークテリクス リーフ（Arc'teryx leaf）が設けられている。
一部アイテムは民生品のデザインに対応しているが、軍隊用にカモフラージュ柄を採用しているなど差別化が図られている。
日本国内正規輸入代理店は、七洋交産株式会社が行っている。